# Congedo del viaggiatore cerimonioso & altre prosopopee
Congedo del viaggiatore cerimonioso & altre prosopopee è una raccolta poetica di Giorgio Caproni, pubblicata nel 1965 per Garzanti.
Il Congedo è uno dei libri più importanti per l'autore e per la poesia di quel decennio, uscendo nello stesso anno delle raccolte Gli strumenti umani di Vittorio Sereni e La vita in versi di Giovanni Giudici.
La raccolta mette a tema i motivi del viaggio, della perdita e ricerca di identità, della morte e della morte di Dio; stilisticamente predilige la figura retorica della prosopopea.

## Edizioni
- Giorgio Caproni, Congedo del viaggiatore cerimonioso & altre prosopopee, Milano, Garzanti, 1965, ISBN non esistente.